# Gotham (televíziós sorozat)
A Gotham amerikai rendőr-dráma, thriller televíziós sorozat, melynek megalkotója Bruno Heller. A sorozat a DC Comics képregénykiadó által kiadott Batman képregényekből ismert szereplők állnak középpontban. A show egy Batman-eredettörténetként funkcionál, melynek főszereplője a fiatal James Gordon (Ben McKenzie) aki az első évadban Bruce Wayne (David Mazouz) szüleinek meggyilkolásának ügyében nyomoz új társával, Harvey Bullock-kal (Donal Logue). Közben egy mellékszálban követhetjük végig az ifjú Pingvin (Robin Lord Taylor) felemelkedését a Maffiában. A sorozat továbbá eredettörténetként szolgál olyan negatív szereplők számára is, mint Joker, Méregcsók, Rébusz, Madárijesztő, Hugo Strange és Kétarc.
Amerikában 2014. szeptember 22-én jelent meg a legelső rész, Magyarországon azonban csak két évvel később, 2016. szeptember 8-án jelent meg szinkronosan a Prime csatornán. Az epizódok hetente jelennek meg.

## Első évad

### Cselekmény
Gotham városát nagy csapás éri, mikor a milliárdos Thomas és Martha Wayne rablógyilkosság áldozata lesz egy sikátorban. A gyilkos csak fiatal fiuknak, Bruce-nak kíméli meg az életét. Az ügyet az újonc nyomozó, James Gordon kapja meg, aki megígéri Bruce-nak, hogy megtalálja szülei gyilkosát. James társával, Bullock-kal nem halad jól az üggyel, ezért alvilági segítséghez folyamodnak, mégpedig Fish Mooney-hoz, aki a város ismert maffiózójának, Don Falcone-nak egyik jobbkeze. Fish állítása szerint egy bizonyos Mario Pepper próbált eladni egy olyan nyakláncot, melyet Martha Wayne is viselt. A két nyomozó meglátogatja hát Mariot, aki azonban nem hajlandó meghallgatni a nyomozókat, megtámadja őket és végül Bullocknak le kell lőnie. A város úgy hiszi, hogy a gyilkosság meg lett oldva, azonban Fish egyik alkalmazottja, Oswald Cobblepot elárulja Montoya és Allan nyomozónak, hogy Fish csak rá akarta kenni az ügyet Mariora, hogy az ügy minél hamarabb lezáruljon. Oswald teszi mindezt azért, hogy félreállítsa Fisht és feljebb léphessen a gothami alvilágban. James amint megtudja ezt, folytatni akarja az ügyet, ámde Bullock azt tanácsolja, hogy feledkezzen meg róla. Végül nem hagyja annyiban, elmegy Fishhez, aki megpróbálja megöletni őket, amit végül maga Don Falcone hiúsít meg, mivel nem akarja, hogy rendőrök haljanak meg az ő engedélye nélkül. Elmondja a nyomozóknak, hogy Mario halála azért volt fontos, hogy a város lakói nyugodtan aludhassanak éjszakánként, mivel állítása szerint szervezett bűnözés nem létezhet káoszban. Azonban, hogy meg tudjon bízni a Fish az új rendőrben, vele akarja megöletni az áruló Oswaldot. Ámde James nem hajlandó megtenni, ezért csak úgy tesz, mintha a folyóba lőné.
Szülei halála után Bruce depresszióban szenved és miután megtudta Jamestől, hogy szülei gyilkosa még szabadlábon van, magánnyomozásba kezd, melybe betársul a fiatal Selina Kyle (becenevén Cat, azaz macska), aki látta Bruce szüleinek meggyilkolását, és állítsa szerint a gyilkos arcát is. Elkezd tanulni komornyikjával, Alfred Pennyworth-al különböző harcművészeteket, aki bár szívesen tanítja a fiút, mégis félti őt. Egy időre félreteszi a gyilkossági ügyet és a rá hagyott Wayne művek illegálisnak látszódó dolgai után kezd el érdeklődni, mely miatt meglátogatja őket Alfred egy régi barátja, aki miután megtudta, hogy Bruce nem halad jól a nyomozásával, megpróbál elmenni, azonban Alfred megállítja, nem hagyja elmenni, de végül a barátja leszúrja őt, Alfred pedig kórházba kerül. Az illető a Wayne műveknek dolgozott, akik miután megtudják a szükséges információikat, kifizetik őt és szélnek eresztik. Bruce azonban Selinával megtalálja és meg akarják tudni, hogy miért tette azt, amit tett. Selina megfenyegeti, hogy kidobja a gyógyszereit az ablakon, ezért a bűnözőnek nincs más változata, minthogy beszéljen, ámde mikor visszakapja a gyógyszereit, elmondja, hogy be fogja őket köpni. Selina nem ezt nem hagyja, ezért kilöki őt az ablakon. Ezek után még részletesebben beleássa magát a vállalat műveibe és miután összebarátkozik Lucius Foxal, rájön, hogy apja korántsem az az ember, akinek hitte, ugyanis megtudja, hogy apjának volt egy rejtett barlangja a házuk alatt, melyben minden titkát tárolta.
Oswald eközben visszatér Gothambe és beáll egy étterembe mosogatónak, viszont kiderül, hogy az étterem Falcone nagy riválisának, Don Maroni maffiózó kezében van. Az éttermet kirabolják, de Oswald meg tud menteni egy zsáknyi pénzt, ezzel bizalmat szerezve a maffiavezérnél, aki az étterem vezetőjévé lépteti őt elő. Fish mit se tudva Oswald életben maradásáról, elmondja Montoya és Allan nyomozónak, hogy maga James Gordon ölte meg a férfit, akik ezek után egyből meggyanúsítják James nyomozót. Ám ekkor megjelenik Oswald és így a rendőrök elvetik a vádakat, ámde ez a maffiózóknak nagy bonyodalmat okoz. A két maffiafőnök megegyezik, hogy bár Maroni nem adja ki Oswaldot Falcone-nak, de cserébe ad neki egy kis területet a városból. Azonban ez mind el volt tervezve a kezdetektől fogva, ugyanis Oswald még régebben megegyezett Falcone-val, hogy ő James-nek adja a feladatot, hogy ölje meg őt, aki ezt nem fogja megtenni az erkölcsi gátlásai miatt. Ezek után Maroninak kezd el dolgozni, akinek a bizalmába férkőzik és így kémkedhet Falcone-nak. A terv be is vált, ámde elmondta mindezt Fishnek, aki meg továbbadta Maroninak. Maroni természetesen megpróbálja megöletni az áruló Oswaldot, aki viszont megszökik. Falcone-hoz menekül, akitől megszökött Fish Mooney, mert tudta, mi vár rá.
Don Falcone-nak meg kell büntetnie James-t (már csak azért is, hogy ne gondolják, hogy elnéző), azonban megkíméli őt a haláltól és csak megfenyegeti, hogyha bármi nem kedvére valót csinál, megöleti. James barátnője, Barbara, aki szintén ott volt a fenyegetésnél, le akarja zárni a kapcsolatát Jimmel egy időre, ezért otthagyja. James viszont folytatni akarja a Wayne-ügyet és Harvey Dent ügyésszel próbálják letartóztatni Lovecraft milliárdos üzletembert, akinek sok összetűzésben volt része a Wayne családdal. Mikor James elmegy Lovecraft-hoz, bérgyilkosok támadják meg őket, akik bár Jamest nem ölik meg, az ő pisztolyával végzik ki az üzletembert. A Polgármester öngyilkosságnak kiálltja az ügyet, viszont Gordont lefokozza, így az Arkham elmegyógyintézetben kezd el dolgozni, ahol megismerkedik Dr. Leslie Thompkins-szal, akibe hamar bele is szeret. Vele sikerül megállítani egy őrült próbálkozását a rendőrség felrobbantására, így Jamest ismét felfokozzák nyomozóvá és Dr. Thompkins szintén elkezdhet dolgozni a gothami rendőrségnél.
Mikor James és Leslie egymásba szerettek, visszajött a városba Barbara, James volt barátnője. Mikor kiheverte a fenyegetéssel járó traumát, rájött, hogy James azóta már talált magának egy másik barátnőt. Elkeseredettségében egy jól öltözött szociopatába szeret bele, akinek ismert gúnyneve volt a Troll jelző (ezt a nevet még azelőtt kapta, mielőtt plasztikailag megoperáltatták, mivel torzszülöttként született). A Troll megismertette Barbarával a bűnnel járó jó érzést, és végül rávette, hogy saját szüleivel is végezzen. Miután James megölte a Trollt, Barbara meg akarta ölni Dr. Thompkins-t és ha James nem sietett volna barátnője segítségére, meg is tette volna.
Mindeközben egy mellékszálban bontakozik ki Edward Nygma, későbbi nevén Rébusz első gyilkossága. Edward szintén a gothami rendőrségnél dolgozott, mint laborügyi technikus. Munkahelyén furcsán viselkedik, ezért barátai nincsenek, azonban mégis beleszeret egy Kristen Kringle nevű lányba, aki – szerinte – mindig rossz férfit választ. Olyanokat, akik nem tisztelik eléggé. Elmegy Kristen barátjának a házához, és mikor az elküldi őt, Edward leszúrja őt. Ezek után levelet ír Kristennek barátja nevében, mondván, hogy ne keresse őt, mivel el kell mennie. Kristent elsőre megrendíti a hír, de elhiszi azt, azonban Nygma nem tudta megállni, hogy ne rakjon bele egy utalást a levelébe, melyet csak a legfigyelmesebbek vehetnek észre. Ez az volt, hogyha egy adott ponton összeolvassuk az egymás alatti sorban lévő betűket, megkapjuk a Nygma szót. Mikor Kringle észreveszi, Edward hárítja, viszont ő rájön, hogy valójában már elvesztette a józan eszét.

Oswald eközben egymásnak uszítja a két maffiózót, ezzel bandaháborút indítva, aminek szerinte csak ő lehet a nyertese. Úgy gondolja, végül mind a két maffiózó meghal és ő lehet Gotham királya, ámde terveit meghiúsítja James Gordon és Bullock, aki mind Falcone-t, mind Oswaldot letartóztatja. Ámde Maroni elkapja Jamest, így mind a négyüket könnyen ölheti meg, Fish Mooneyval összefogva, aki időközben visszatért a városba. Fish természetesen nem azzal a tudattal jött vissza, hogy ismét egy maffiózónak a beosztottja lesz, így egy váratlan pillanatban lelövi Maronit, mielőtt a többiekkel végezhetne. Ezek után nagy zűrzavar támad, melyben Oswald kiszabadul és dühében az épület tetejére kergeti Fish-t ahonnan lelöki és miután Don Falcone visszavonul, ő lesz Gotham alvilágának új vezére.
"Én vagyok Gotham királya!" – Oswald Cobblepot

### Kritikai visszhang
Az első évad aránylag pozitív kritikákat kapott. Az IMDb nevezetű oldalon 8 ponton áll a 10-ből. A Rotten Tomatoes nevezetű oldalon 80%-ot kapott a kritikusoktól, azonban az átlag felhasználóktól csak 77-et. De az is igaz, hogy az olyan magyar oldalak, mint a Sorozatjunkie csak 6/10-re, míg a Cinestar nevezetű weboldal 75%-ra értékelte a sorozat első évadját. Utóbbi oldal ezt írta: "az első évad nézése leginkább egy hullámvasúthoz hasonlít: nagy lendületet vesz, majd a következő emelkedőig kényelmesen eldöcög."

## Második évad
A 22 részes évadot kettő részre lehet bontani: A gonoszok felemelkedése (Rise of the Villains, 2015. szeptember 21. – 2015. November 30., összesen 12 rész) és A gonoszok haragja (Wrath of the Villains, 2016. február 29. – 2016. május 23., összesen 12 rész)

### Cselekmény

#### A gonoszok felemelkedése
Egy hónappal járunk az előző évadzáró után. Sok minden megváltozott. Mivel Falcone visszavonult, hivatalosan is Oswald lett az alvilág ura, aki felvette az eddig csak gúnynevének használt Pingvin nevet. Bullock visszavonult és kocsmárosnak állt, ám Gordon folytatja munkáját úgy is, hogy a korrupt Loeb rendőrfőnök minden lehetőséget megragad azért, hogy kirúghassa. Így, mikor egy kirohanása során James kezet emel rendőrtársára, egyből elbocsátják, azonban James nem akar más munka után nézni, így segítséget kér Pingvintől, aki egy szívességért cserébe hajlandó lenne Gordont visszahelyeztetni. A szívesség tárgya az lenne, hogy James elmegy behajtani egy régi tartozást Falcone régi barátjától. James hosszú gondolkodás után megteszi, azonban rosszul sül el és le kell lőnie Pingvin "üzlettársát". Pingvint persze nem érdekli, de Jamesben ez komolyabb nyomot hagy, hogy bármiféle rendőri engedély nélkül vett el egy emberi életet. Oswald ezek után visszahelyezteti Jamest, sőt, még azt is eléri, hogy Loeb felmondjon és Sarah Essen vegye át a helyét.
Mindeközben Gothambe egy új milliárdos költözik, Theo Galavan, aki elrabolja James polgármestert és kiszabadít néhány elmebeteget az Arkham Elmegyógyintézetből. Köztük van Jerome Valeska, egy 18 éves pszichopata és James volt barátnője, Barbara is. A csapat mindent megtesz azért, hogy a városban káosz legyen és végül a rendőrséget is megtámadják, melynek következtében rengeteg rendőr meghal, köztük Essen rendőrfőnök is, akinek halálát James meg akarja bosszulni. A tragédia miatt Bullock is visszaáll rendőrnek. A mániákus csapat következő terve lecsapni egy gálán, melyen Bruce Wayne is jelen van. Jerome nagy show-t csap, gyilkosságait a TV-ben is közvetítik, ám mielőtt Bruce Wayne is áldozata lehetne, Theo Galavan (a megbízója) nyakba szúrja és meghal. Galavant ezután hősként ünneplik.
Galavan ezek után indul a polgármester-választáson, viszont az ellenzék eltávolítása érdekében Gotham királyát, Pingvint zsarolja meg anyja életével, hogy végezzen más politikusokkal. Természetesen Galavan-t is megpróbálja megöletni, mintha minden polgármester-jelölttel végezni akarna valaki. Theo ezek után találkozik Bruce Wayne-el, hogy beszéljen vele. Bemutatja neki a Bruce-szal egyidős unokahúgát, aki összebarátkozik a fiúval.
Az új rendőrfőnök Nathaniel Barnes lett, aki Jamest teszi meg helyettesének és vele akarja megtisztítani a rendőrség korruptságát, így létrehozzák a "Csapásmérő Egység"-et, melybe fiatal rendőrnek tanuló diákokat válogatnak, akiket még nem rontott meg semmi. Miután Pingvin lemészárolt két jelöltet, Barnes őt teszi célkeresztbe és mindent megtesz azért, hogy végre elkapják.
Theo később gyújtogatásra veszi rá Pingvint, aki profi gyújtogatókat kér fel a feladatra. A különlegesség, hogy egy régi kardot is el kell lopniuk a Wayne-vállalat egyik széfjéből. A gyújtogatók rabszolgaként tartott húgának kell megcsinálni a feladatot, de nem sokkal utána a lány fellázad és megöli bátyjait. A lány ezután komoly égési sérüléseket szenved és úgy hiszik, meghalt. Ettől függetlenül Pingvin megkapja a kést és kideríti, hogy Galavannak azért kell, mivel azzal a késsel vágta le Theo ősének a kezét a Wayne-ék őse, majd űzték el a Galavan-családot a városból, amelyet részben ők építettek. Így Pingvin rájön, hogy Galavan csak bosszút akar állni ősein. Tudja az igazságot, ám mielőtt bosszút állna, vissza kell szerezni az anyját. Így elküldi hűséges szolgáját, Butch-ot, hogy férkőzzön be Galavanékhoz és tudja meg, hogy hol van az édesanyja. Butch ezt meg is teszi, azonban Theo rájön a tervre és Butch-ot új megbízással küldi vissza Pingvinhez: hozassa elé főnökét, hogy Theo végezhessen vele. Vissza is hozza, azonban mikor Pingvin rájön, hogy mi is történik és Galavan a szeme előtt öli meg az anyját, megszúrja Theo-t egy késsel majd elmenekül. Galavan nem hal bele a sérülésbe, azonban jelentést tesz a rendőrségen, ahol még nagyobb erővel kezdik keresni. James az áruló Butch-hoz megy el először, aki kénytelen elmondani mindent Galavan-ről. Jamesnek ennek tudatában kell megvédenie az új polgármestert, akit természetesen anyja halála miatti dühből egyből megtámad Pingvin, aki megerősíti Jimet, hogy Galavan az anyja gyilkosa. Pingvin végül nem tudja megölni ellenségét és elmenekül, azonban Theo is jól tudja, hogy James most mindenről tud, és így eltökéli, hogy őt is kiiktatja.
Theo ezek után Barbarát küldi James ellen, hogy ölje meg. Misszióját nem teljesíti be, sőt, elmondja neki, hogy James polgármester hol van, majd megpróbál öngyilkos lenni. Nem sikerül neki, azonban komoly sérüléseket szerez, majd kómába kerül és az Arkhamba szállítják. James polgármester természetesen elmondja, hogy Theo Galavan rabolta el, így Gordon el is megy hozzá. Theo éppen Bruce Wayne-től zsarolta volna ki a cégét a szülei gyilkosának nevével, amikor megjön James és letartóztatja.
Bruce ettől függetlenül barátkozik Theo unokahúgával, Silverrel, akiből ki akarja szedni szülei gyilkosának a nevét. Így Selina Kyle-lal összefogva csapdába csalják, elhitetik vele, hogy az élete veszélyben van hogy elmondja, amit tud. Ez pedig az, hogy a gyilkos neve Malone és a keresztneve "M" betűvel kezdődik. Ezek után szembesítik vele, hogy ez mind meg volt rendezve és magára hagyják. Mindeközben gyilkos szerzetesek jelennek meg a városban, akik Galavan-nel szervezkednek. James megtudja, hogy meg akarják ölni "Gotham fiát".
Az évad során (csak úgy, mint az előzményben) mellékszálként folytathatjuk a fiatal helyszínelő, Edward Nygma történetét. Edward végre összejött álmai nőjével, Kristen Kringle-lel, akivel nagyon jól kijön, ameddig Kristen meg nem tudja, hogy Edward megölte a volt barátját. Ezek után Edward akaratán kívül megfojtja őt. Halála miatt megőrül és rájön, hogy élvezi az öldöklést. Mikor volt barátnőjét elássa a temetőben, találkozik a vállon lőtt Pingvinnel, akit hazavisz és segít neki, remélve, hogy tud tanácsokat adni az emberek megölésének módjában. Pingvin azonban kemény depresszióban szenved anyja halála után, de Edward segít neki, mondván, hogy "akinek nincs kit szeretni, az a legerősebb". Így hát Pingvin ismét fejébe veszi, hogy bosszút áll Theo-n.
Elkezdődik a tárgyalás, melyen elítélhetnék Theo Galavant, azonban James polgármester hamisan vall, azt mondja Pingvin rabolta el. Így Galavant szabadon engedik, aminek James nem csak, hogy nem örül, de még meg is üti az új polgármestert, aminek következtében elviszik. Ámde nem fogdába, hanem egy hangárba, ahol újra találkozik Galavannel, aki most végleg el akarja pusztítani a nyomozót. Elmondja hát, hogy miután elmegy, megöli Gotham fiát, Bruce Wayne-t, majd az áldozat bemutatása után családja visszaveszi a jogos helyét Gothamban. Ezek után megveri a nyomozót, majd otthagyja embereinek, hogy öljék meg. Azonban megérkezik Pingvin és megmenti régi barátját.

Theo betartja a szavát és elrabolja Bruce Wayne-t. James Pingvinéknél ébred és megbeszélik, hogy Galavan legyőzéséhez egyesülniük kell. Pingvin bandájához és Jameshez nem sokkal később csatlakozik a Bruce-t féltő Alfred, James társa, Bullock és még Selina Kyle is. Végül betörnek az éppen a rituálét végző Galavan-ékhez, akiket Silver tartóztatott fel, mielőtt megölték volna Bruce-t. Pingvinék lelövik a szerzeteseket és bár Theo húga és unokahúga, Silver meg tud szökni, Theo-t hátrahagyják. Így végül James és Pingvin elviszi őt a partra és miután Pingvin agyonveri, James fejbelövi a polgármestert.  
"Gyönyörű reggel lesz holnap... Viszlát, James Gordon!" – Theo Galavan utolsó szavai

#### A gonoszok haragja
Nem sokkal Galavan halála után járunk, mikor is Jamest kihallgatják, hogy mit tud a polgármester haláláról. James azt hazudja, hogy Pingvin leütötte, majd elvitte Theo testét. A bíróság hisz neki és visszaengedik dolgozni. Ekkor viszik be az őrsre Pingvint, akit elhagytak az emberei és sokáig hajléktalanként bujkált a rendőrök elől. Az alvilág új vezére pedig nem más lett, mint az áruló Butch, akihez társul Galavan húga, Tabitha Galavan. Pingvin nem búsul sokat bukása miatt, örül, hogy bosszút állhatott anyja gyilkosán. Így, miután megerősítette James történetét, az Arkhamba szállítják, ahol az igazgató, Dr. Hugo Strange veti sokkterápia alá és miután normálisnak nyilvánítják, elengedik.
A város többi részében nem ilyen szép az élet, ugyanis egy Victor Fries nevű biológusnak a felesége haldoklik. Hogy megmentse, le akarja fagyasztani, ezzel vele együtt megölni a benne lévő kórokozót, majd visszahozni a fagyhalálból. Ehhez élő emberekkel kísérletezik, amiért keresi a rendőrség. Nora segít a rendőröknek, viszont Victor megtalálja és Lee-vel együtt elrabolja, hogy végül meggyógyítsa. Nora azonban nem tudja elfogadni férje tetteit, ezért öngyilkosságot követ el. Victor bánatában követni akarja a fagyálló öltözetében lévő anyag segítségével, de nem hal meg, hanem olyan lénnyé lesz, mely csak a hidegben tud igazán élni. Hugo Strange veszi őt magához és a Mr. Fagy nevet adja neki, majd a kutatásait arra akarja felhasználni, hogy feltámasszon halott embereket (köztük Theo Galavan-t, Jerome Valeska-t és Fish Mooney-t) egy titokzatos csoport megbízásából.
Miután bocsánatot kért néhány régi ismerősétől a bűneiért, a már normális Pingvin meglátogatja anyja sírját, ahol találkozik apjával, Elijaah Van Dahl-lal, akiről még csak nem is tudott, de még az se róla. Elijah elviszi fiát otthonába, ahol bemutatja őt új feleségének, Grace-nek és annak gyerekeinek. Ők azonban cseppet sem szívelik Oswaldot, mivel attól tartanak, hogy ő lesz a vagyon örököse helyettük. Elijah ugyan valóban Oswaldot akarja örökösévé tenni, de véletlenül megiszik egy mérget, melyet Grace kotyvasztott, és meghal. Mindezek után Oswaldot kínozzák, csúfolják, és úgy kezelik, mint egy szolgát. Azonban ő hamar rájön, hogy közük volt apja halálához, és ez az eddig történtekkel együtt újra felébreszti benne a kegyetlen gengsztert. Ezek után végez Grace-szel és mostohatestvéreivel, majd a házat és a birtokot magáévá teszi.
Bruce továbbra is nyomoz a bizonyos Malone után. Néhány utcai banda és egy a Mániákus banda emlékére felállított klub által kiadott információk segítségével rátalál Patrick Gyufás Malone-ra, aki beismeri a gyilkosságot, viszont nem mondja meg, hogy ki bérelte fel. Kényszeríteni akarja Bruce-t, hogy ölje meg, viszont ő nem teszi meg, így Malone magával végez. Ezután Bruce úgy dönt, hogy egy ideig az utcán tölti az idejét Selina Kyle-lal, hogy kiismerje a bűnözői élet tulajdonságait. Közben Leslie megkéri Gordont, hogy nézzen utána Kristen Kringle eltűnésének. Edward Nygma erre rájön és úgy dönt, James-t eltakarítja az útból. Megöl egy rendőrtisztet, majd a gyilkossággal bemártja James-t, akit bevisznek a Blackgate börtönbe. Ott a korrupt börtönigazgató és a rabok megpróbálják megölni, de Harvey Bullock (aki végig sejtette, hogy ártatlan), egy tisztességes börtönőr és a volt maffiafőnök, Carmine Falcone segítségével kiszabadult, és miután rájött, hogy Nygma áll a dolgok hátterében, sikerül a rendőrök előtt lelepleznie őt. Nygma-t ezután Arkham-ba szállítják. Ezek után James segít Bruce-nak a nyomozásban. Lucius Fox tudtukra adja, hogy Gyufás Malone kapcsolatban állt egy bizonyos Filozófus-sal. A nyomok Bruce apjának egy régi kollégájához vezetnek, aki elmondja, hogy a Filozófus nem más, mint Hugo Strange, aki illegális kísérleteket folytatott az Arkham alatti Indian Hill-ben. Ő tudja, mert rajta is végeztek ilyesmit. Bruce apja, Thomas le akarta állítani a műveleteket, ezért Strange elrendelte a megöletését. Strange tudja, hogy nyomoznak utána, így Mr. Fagyot küldi rájuk, de csak a tudósnőt öli meg. Strange-nek sikerül feltámasztania Theo Galavan-t, aki nem emlékszik semmire eddigi életéből. Strange elhiteti vele, hogy ő az ősének, St. Dumas rendjének a bosszúálló harcosa, Azrael, majd egy ahhoz hasonló páncélba öltözteti és neki adja a Rend kardjának egy másolatát, amiről Galavan persze azt hiszi, hogy az igazi, végül megbízza őt, hogy ölje meg Gordont. Barnes rendőrkapitány próbálja megvédeni Jamest, már majdnem legyőzi Azraelt, de mikor látja, hogy ki is ő valójában, összezavarodik. Galavan, kihasználva az alkalmat, leszúrja Barnes-t a karddal, amiről végül kiderül az igazság. Gordon és Bullock Tabitha Galavan segítségével megtalálják az igazi fegyvert, de Galavan megszerzi tőlük, majd leszúrja húgát, miután visszakapja emlékeit. Majd elmegy, hogy teljesítse küldetését: megölni Bruce Wayne-t. Már éppen próbálja megölni őt, Gordont és Alfredet, azonban megérkezik a bosszúszomjas Pingvin és Butch Gilzean, akik egy páncélököllel szétrobbantják Galavant, ezzel a végleges halálát okozva.
Strange később Fish Mooney-t hozza vissza a halálból, akinek a professzor legnagyobb megdöbbenésére megmaradtak az emlékei. Bruce, Gordon és Lucius megpróbálnak bizonyítékokat szerezni Strange ellen, de lebuknak és elkapják őket. Strange kiküldi az egyik olyan embert, akin kísérletezett és aki tudja változtatni az arcát, hogy lépjen Gordon helyébe. Bullock és Alfred már majdnem bedőlnek a trükknek, azonban a kómájából felébredt Barbara átlát a szitán és leleplezi a csalót. Így Bullock és a rendőrség Arkham felé mennek. Közben Fish megszökik cellájából új képességének segítségével, mert egy érintéssel tud manipulálni másokat. Strange kiüríti Indian Hill-t, és a teremtett szörnyeket egy buszra helyezi, amit Fish ellop. Közben fel akarja robbantani a helyet és megöletni James-éket, de ők kiszabadulnak Selina segítségével és hatástalanítják a bombát. Strange-t letartóztatják, Bruce tovább akar nyomozni a titkos társaság után, Gordon pedig úgy dönt, hogy megkeresi a börtönidők óta távol lévő Leslie-t. Közben Mooney menekül a busszal, de Pingvin és emberei megállítják a buszt, azt gondolván, hogy Hugo Strange van rajta, aki Pingvin új célpontja lett. Nagy megdöbbenésükre Fish Mooney száll ki. Pingvin elájul, emberei elmenekülnek. Ezután egy hajléktalan nő kinyitja a busz ajtaját és akarata ellenére elszabadítja Strange szörnyeit. Köztük van egy fiú, aki meglepően hasonlít Bruce-ra. A szörnyek ezután szabadon sétálnak Gotham város felé.
"Semmi sem ....... lehetetlen." – Fish Mooney

### Kritikai visszhang
A második évad aránylag pozitív kritikákat kapott. Az évadnak a Rotten Tomatoes-on 81%-os értékelése van 12 visszajelzés alapján egy 7.1 pontos vegyes értékeléssel a 10-ből. A Metacritic 62 pontot adott a 100-ból az évadnak 6 kritikus véleménye alapján, ami nevezhető "aránylag kedvező visszajelzésnek".

## Harmadik évad
A 22 részes évadot kettő részre lehet bontani: Őrült Város (Mad City, 2016. szeptember 19. – 2017. január 30., összesen 14 rész) és A hősök felemelkedése (Heroes Rise, 2017. Április 24. – 2017. június 5., összesen 8 rész)

### Cselekmény

#### Őrült város
A szörnyek kiszabadulása után a város terrorban él. Jim visszatér a városba miután látta Lee-t egy férfival csókolózni, és fejvadászként éli mindennapjait.
Eközben Pingvin nyilvánosan megkéri a város lakóit, hogy fogják el Fish Mooney-t mert addig senki sincs biztonságban. Ezután Pingvin ellátogat a Sirens clubba ami Barbara és Tabitha fennhatósága alatt áll és felajánlja nekik: ha akarják, megbújhatnak mögötte. Selina Fish bandájának tagja lesz.
Bruce eközben felszólítja a Wayne vállalatot, hogy beszélni szeretne a vezetővel. Jim találkozik egy Valeri Vale nevű újságíróval aki nagyon bele akarja ásni magát a szörny ügybe. Fish haldoklik ezért a háziőrizetben lévő Miss Peabody-t elrabolja, hogy gyógyítsa meg. Ám csak Strange tudja a nőt meggyógyítani ezért az egyik szörny megöli Miss Peabody-t. Ivy váratlanul megjelenik ezért Fish utánaküldi Marv-ot, egy szörnyet, aki érintésével meg tudja öregíteni az embert. Ám Ivy-t csak egy pillanatig tudja megfogni mert a lány leesik egy csatornába. Bruce-t elfogják és találkozik a Baglyok Bíróságával akivel szerződést kötnek miszerint Bruce nem kutakodik utánuk és a szülei halála után.
Fish felkeresi Strange-et. Pingvin és az ő követői visszafogjak az ott lévő rendőröket miközben a menekülő Fish-t és Strange-et megállítja Pingvin. Mielőtt megölné őket Fish elmondja, hogy Pingvint gyermekének tekinti ezért nem ölte meg a szörnyek kiszabadulásánál. A férfi végül elengedi őket. A többi szörnyet megölik Pingvint pedig ismét tisztelik (nem tudják, hogy elengedte Fish-t).
Jim és Vale kezdenek egymáshoz közeledni, Lee visszajön Gothambe.
Később egy Jervis Tetch nevű ember érkezik a városba akinek erős hipnotikus ereje van. Megbízza Jim-et, hogy találja meg a húgát Alice-t akinek a vérében vírus van és akire rákerül az megőrül. Kiderül, hogy Alice nem akar visszakerülni Jervis-hez. A férfi hipnotizálja Jim-et és megpróbálja rávenni az öngyilkosságra, ám Alice megmenti. Megtudják, hogy Jim akárhányszor meghall egy óra kattogásához hasonló hangot, újra hipnotikus állapotba kerül és megpróbál öngyilkos lenni. Jervis sikeresen elrabolja Alice-t a rendőrségről. Jim és Harvey utána megy és megpróbálják kiszabadítani.
Jim legyőzi a hipnózist. Jervis megpróbál elmenekülni, ám Alice lezuhan és átszúrja egy cső.
A helyszínelése Barnes-t megfertőzi a vírus.
Eközben Pingvin jelentkezik polgármesternek és kihozza Arkhamból Ed-et. Megnyeri a választásokat és kinevezi Ed-et helyettesévé. Butch féltékeny lesz.
A vörös csuklyás banda támadásokat intéz Pingvin felé és kiderül, hogy Butch alapította újra őket. Hogy bizonyítson Pingvinnek megöli a tagokat, ám Ed-et így is el akarja pusztítani. A győzelmi ünnepen Ed tőrbe csalja Butch-t aki dühében majdnem megöli a férfit de Pingvin leüti őt. Bruce és Selina eközben csókot váltanak.
Jervis bosszúhadjáratot tervez Jim ellen, mert azt hiszi, hogy őmiatta halt meg Alice. Elrabolja Vale-t és Lee-t akinek mint kiderül Don Falcone fia, Mario a vőlegénye. Jervis döntés elé állítja Jimet:Lee-t vafy Vale-t akarja holtan látni? Jim Lee-t mondja, ám a golyó Vale hasába fúródik. A nő életben marad, ám Jimmel szakít mondván: tudta, hogy Jervis az ellenkezőjét fogja cselekedni annak, amit mond. Eközben Jervis egy különleges droggal akarja az őrületbe kergetni a várost, ám megakadályozzák.
Barnes egyre jobban átadja magát a vírusnak és a bűnös emberek tömegmészárlásába kezd. Jim (akit időközben visszavettek rendőrnek) épphogy meg tudja állítani. Harvey lesz a főkapitány.
Pingvin egyre közelebbi viszonyt akar Eddel, aki azonban szerelmes lesz egy Isabella nevű nőbe, akit később Pingvin meggyilkol. Ed azt hisz, hogy a Tabitha által kiszabadított Butch áll a dolog mögött majd elfogja és brutálisan megkínozza őket. Végül kiderül, hogy nem Butch volt, ám addigra Tabitha egyik kezét levágja egy szerkezet. Barbara kideríti, hogy Pingvin ölte meg Isabellát, és hogy a férfi szerelmes Edbe. Bosszúhadjáratot indítanak Pingvin ellen. A végén Ed lelövi Pingvint és a tengerbe löki Barbara pedig Gotham királynője lesz.
Bruce megszegi a szerződést és ellopnak egy bagoly szobrot ahol találkoznak Selina anyjával aki, mint később kiderül, azért jött, hogy pénzt csikarjon ki Bruce-ból. Selina ezért eltávolodik Bruce-tól. Lee vőlegényét, Mariot is megfertőzi a vírus, melynek hatására mindent megtesz, hogy Jimet tönkretegye. Sikerül is neki. Amikor Lee-t próbálja megölni, Jim lelövi, emiatt Lee meggyűlöli őt.
Eközben egy szekta feltámasztja Jerome Valeskát aki egy csatatérré változtatja Gotham-et. Elrabolja Brucet és meg akarja ölni de Jim megmenti és Jerome-ot elfogják. Ed eközben azon van, hogy kiderítse, ki is ő.
Sok gyilkosságot elkövet és végül elnevezi magát Rébusznak.
""Rébusz vagyok."" – Edward Nygma

#### A hősök felemelkedése
Jim nagybátyja Frank visszatér, hogy Jim-et elcsábítsa a Baglyok bíróságába. Ám valójában tönkre akarják tenni a bíróságot. A dolgok elfajulnak és Frank öngyilkos lesz, Jim pedig beáll a bíróság mögé. Eközben egy fegyver tart Gotham felé, hogy elpusztuljon ezért Jim Barbarát használja, hogy kiderítsék mi az. Rébusz is fel akarja fedni a bíróságot ezért a társaság vezetője Kathryn magához hivatja a férfit és elviszik.
Brucet ismét elraboljak és helyére az ál Brucet teszik aki időközben eltanulta, hogy legyen valódi Bruce.
Összetűzésbe kerül Selinával és kilöki az ablakon. Később a lány testét sok macska kezdi körüljárni.
A valódi Bruce egy hegységben található templomszerűségbe kerül ahol megkezdik a kiképzését, hogy valódi hős legyen.
A már felnőtt Ivy megmenti Pingvint aki bosszút akar állni Ed-en ezért felkeresik Mr. Freez-t és Fireflye-t, hogy egy szörnyekből álló csapattal visszamenjenek Gothambe és legyőzzék az áruló Ed-et és a hataloméhes Barbarát, akik újra meg akarják ölni, de megérkezik Fish Mooney és megmenti.
Ivy a növényei segítségével meggyógyítja Selina-t, aki leleplezi Alfred előtt az ál-Bruce-t, de a haldokló klón elmenekül. Jim elnyeri a Baglyok Bíróságának bizalmát, ám közben végig nyomoz utánuk. Kathryn később rájön erre és kiszabadítja Barnes-t az Arkhamból, hogy vele ölesse meg őt, de Barnes megöli Kathryn-t és újra elkapják.
Bruce-t új tanítója, a Sensei visszahozza Gothambe. A Sensei felhasználta a Baglyok Bíróságát, hogy elpusztítsa Gothamet a Tetch-vírussal. A Bíróság összes tagját megöleti, majd Bruce-szal aktiváltatja a bombát, de Alfred megöli. A Sensei halála előtt elmondja Bruce-nak, hogy keresse meg Ra's al Ghult, az Árnyak Ligájának vezérét, hogy befejezze kiképzését.
Közben Lee megtudja Tetchtől, hogy Mario halála valójában az ő hibája volt, így beadja magának a vírust. Ez Jim-et is arra kényszeríti, hogy megfertőződjön, ő viszont küzd a fertőzéssel.
A városlakók többsége megfertőződik a vírussal. Hugo Strange készített ellenszert, melyet Fish és Pingvin arra akarnak használni, hogy uralkodjanak a város felett, ám megtámadja őket az Árnyak Ligája, s a harcban Fish halálosan megsérül, így a gyógymód is megsemmisül. Ám van egy másik kulcs a gyógymódhoz: Tetch. Barbara őt akarja felhasználni, hogy ő uralhassa egész Gothamet. Terve viszont megbukik, miután Rébusz lecserélte Tetch-et Pingvinre, aki viszont kitör a fogságból, és Mr. Faggyal lefagyasztattja Nygma-t, hogy megtarthassa trófeaként új készülő klubjában, az Iceberg Lounge-ban. Tetch vérét felhasználva elkészül az ellenszer és minden fertőzött (köztük Jim és Lee) meggyógyul.
Barbara közben saját szövetségeseivel, Butch-csal és Tabitha-val is lekezelően bánik. Nem érdekli más, csak a hatalom. Nekik elegük lesz ebből, ezért úgy döntenek, hogy megölik. Barbara erre rájön, és fejbelövi Butch-t, Tabitha azonban megbosszulja szerelmét és végez volt barátnőjével. Később pártfogásába veszi Selina-t. Butch azonban nem halt meg, hanem kómába esett, és fény derül születési nevére: Cyrus Gold.
Bruce felkeresi Ra's al Ghult, aki az örökösévé akarja tenni őt, de meg kell ölnie Alfredet. Megsebesíti ugyan, de nem öli meg, ugyanis kitör Ra's befolyása alól. Alfred ráébreszti, hogy már felnőtt és a saját útját járhatja. Bruce ennek hatására álarcos igazságosztóként kezd tevékenykedni. Lee elhagyja Gotham-et, de levelet hagy Jimnek, melyben bevallja, hogy mindig szeretni fogja.

## Negyedik évad

### Cselekmény
3 hónap telt el, Pingvin egy új rendszert, a Pax Penguina-t vezette be, mely alapján a bűnözők kaphatnak engedélyt arra, hogy különféle bűncselekményeket kövessenek el. Ez sok embernek nem tetszik, kiváltképpen Jim Gordonnak és Bruce Wayne-nek, aki tovább folytatja igazságosztói tevékenységeit.

## Ötödik évad

### Cselekmény
Ra's al Ghul és Jeremiah Valeska terve sikerült. A hidak – amik Gothamet kötik össze a szárazfölddel – megsemmisülnek Valeska bombáinak hála. Kezdetét veszi a nulladik év (Year Zero).
Hónapokkal később a már csatatérré változott Gothamben Jimnek döntenie kell: képes lesz-e megvédeni a menekülteket és megvárni a segélyeket? 
Azonban nem sokáig tud latolgatni. Ugyanis egy rejtélyes alak szétlövi a menekültek táborát egy páncélököllel...
Ennek dacára kibontakozik egy ismeretlen szervezettel kapcsolatos mellékszál, ami végigkiséri az utolsó évadot. Azt, ahol végre mindenki megtalálja a helyét. Jókból rosszak, gonoszokból hősök válnak. Ez pedig megpecsételheti Gotham sorsának menetét...

## Epizódok
| Évadok | Évadok | Részek száma | Eredeti sugárzás     | Eredeti sugárzás  | Eredeti adó | Magyar sugárzás     | Magyar sugárzás      | Magyar adó |
| Évadok | Évadok | Részek száma | Évadbemutató         | Évadzáró          | Eredeti adó | Évadbemutató        | Évadzáró             | Magyar adó |
| ------ | ------ | ------------ | -------------------- | ----------------- | ----------- | ------------------- | -------------------- | ---------- |
|        | 1.     | 22           | 2014. szeptember 22. | 2015. május 4.    | Fox         | 2016. szeptember 8. | 2017. február 2.     | Prime      |
|        | 2.     | 22           | 2015. szeptember 21. | 2016. május 23.   | Fox         | 2017. február 9.    | 2017. július 6.      | Prime      |
|        | 3.     | 22           | 2016. szeptember 19. | 2017. június 5.   | Fox         | 2017. július 13.    | 2017. december 7.    | Prime      |
|        | 4.     | 22           | 2017. szeptember 21. | 2018. május 26.   | Fox         | 2017. december 14.  | 2018. szeptember 27. | Prime      |
|        | 5.     | 12           | 2019. január 3.      | 2019. április 25. | Fox         | 2020. szeptember 1. | 2020. szeptember 1.  | Netfilx    |

## Szereplők

### Főszereplők
| Szereplő                                    | Színész                                            | Magyar hang                                          | Megjegyzés |
| ------------------------------------------- | -------------------------------------------------- | ---------------------------------------------------- | --- |
| James Gordon                                | Ben McKenzie                                       | Zámbori Soma                                         | Egy ifjú rendőr, akinek időközben a legfontosabb feladatává válik, hogy ne csak a bűnözéstől, de még a korrupciótól is megtisztítsa a várost. Komoly erkölcsi szabályai vannak, például sokáig nem akart embert ölni sem. Jó barátja a társa, Harvey Bullock és az ifjú Bruce Wayne, akinek a szülei meggyilkolása ügyében nyomozott. A negyedik évadban kapitány lesz. |
| Harvey Bullock                              | Donal Logue                                        | Besenczi Árpád                                       | Egy régebbi nyomozó a rendőrségen, így már szembesült annak minden hibájával és pozitívumával. Így a benne lévő igazságérzet fokozatosan elhalványult és mára ő is egy lefizethető nyomozó lett. Ettől függetlenül jó barátja a fiatal James-nek, bár nem szereti, mikor túlzottan hajszol egy ügyet. Továbbá sokan gondolják úgy, hogy az egyik legviccesebb karakter a sorozatban. |
| Bruce Wayne                                 | David Mazouz                                       | Pál Dániel Máté.                                     | A sorozat első részében látható, amint megölik a szüleit a saját szemei láttára. Ez nagy nyomot hagy a fiatal milliárdos gyermekben, így minden eszközt bevet, hogy megtalálja szülei gyilkosát. Eleinte James Gordonra bízta annak felkeresését, de miután tapasztalta, hogy James nem képes megbirkózni a feladatával, felmentette szolgálatai alól. Ettől függetlenül a továbbiakban is barátjának tekintette a fiatal nyomozót. Ezek után saját maga próbálta kinyomozni, ezzel is tapasztalatokat szerezve a későbbi nyomozói pályafutásában. |
| Alfred Pennyworth                           | Sean Pertwee                                       | Kőszegi Ákos.                                        | Bruce hűséges inasa, egyben gyámja és tanítója. Bruce szülei halála után megtanította a fiút különböző harci technikákra, de próbálja úgy óvni a fiút, hogy minél kevesebb olyan eset legyen, ahol ezt fel kell használnia. |
| Oswald Cobblepot / Pingvin                  | Robin Lord Taylor                                  | Karácsonyi Zoltán.                                   | A fiatal gengszter a sorozat elején egy Fish Mooney nevezetű maffiózónak dolgozott és az volt a feladata, hogy tartsa neki az esernyőjét. Hosszú és szenvedős utat tett meg, mire ő maga lett Gotham alvilágának vezetője és az eddig csak gúnynévként használt Pingvin nevet (melyet járásáért kapott) véglegesen felvette és névjegyévé vált. Barátjának tekinti Jim Gordont, akinek néha tesz szívességeket, feltéve, ha Jim is segít neki. Többször megdöntötték már az uralmát és próbálták megölni, de hiába: mindig visszatért és újraépítette birodalmát. A sorozat sok rajongója szerint Oswald a legjobb és legérdekesebb karakter az egész sorozatban. Sokan csak miatta nézték az első évadot. |
| Barbara Kean                                | Erin Richards                                      | Balsai Móni                                          | James volt barátnője, aki miután vőlegénye elhagyta rossz társaságba keveredett, mégpedig egy férfihoz, aki rávette, hogy megölje szüleit. Ezek után megőrült megpróbálta tönkretenni James és új barátnője életét. Arkhamban is volt már (kétszer is), mire egészségesnek titulálva kiengedték őt. Később egy klubot vezet közösen Tabitha Galavannel, majd Edward Nygma-val szövetkezve letaszítja Pingvint az alvilág éléről és magát kiáltja ki királynővé, viszont a túlzott hatalommániája és paranoiája miatt saját szövetségesei törnek az életére és ölik meg. A 4. évadban Ra’s al Ghul feltámasztja őt és az örökösévé teszi, de Barbara később visszaadja a címet Tabitha életét féltve. Tabitha-val és Selina Kyle-lal közösen megalapítják a Szirének nevű független női bűnbandát. Később segít Bruce Wayne-nek Ra’s és Jeremiah Valeska megállításában. Az ötödik évadban bosszút akar állni Pingvinen, amiért az megölte Tabitha-t, viszont újra normálisabb lesz és segít Gordonéknak a város megmentésében, közben pedig terhes lesz Jimtől. Az utolsó részben, tíz évvel később, Barbara már hátrahagyta a bűnözői életet és milliomos üzletasszony lett. Jimmel együtt vigyáznak lányukra, Barbara Lee-re. A kislányt később elrabolja Jeremiah Valeska, de Jim és a város új igazságosztója (Bruce Wayne) megmentik. |
| Selina Kyle                                 | Camren Bicondova Lili Simmons (5. évad 12. rész)   | Csuha Borbála ? (5. évad 12. rész)                   | Selina (becenevén "Cat", vagyis "Macsek", ami a későbbi nevére, a Macskanőre utal) már a sorozat elején megismeri Bruce Wayne-t, mikor is látja, ahogyan annak szüleit meggyilkolják egy sikátorban. A későbbiekben segít neki a nyomozásában és így barátok lesznek. Bár változó a viszonyuk, mégis legjobb barátokként tekintenek egymásra. Anyja kiskorában elhagyta, majd visszatért, miután megtudta, hogy lánya Bruce-szal van együtt. Mikor Selina rájött, hogy anyja kihasználta őt, haraggal válik el tőle. Dolgozott már Fish Mooney-nak és Oswald Cobblepott-nak is, de később összeállt Barbara Kean-nel és Tabitha Galavan-nel, hogy egy független bandát alkossanak: a Sziréneket. Jeremiah Valeska lelövi, ezzel megbénítva őt, de Bruce Ivy Pepper segítségével meggyógyítja. |
| Edward Nygma / Rébusz                       | Cory Michael Smith                                 | Csőre Gábor                                          | Egy laborügyi technikus, aki beleszeretett egy szintén a rendőrségen dolgozó lányba, ezért megölte annak barátját. Ezek után összejött a lánnyal, azonban amikor bevallja neki, hogy mit tett, a lány el akar menekülni, Edward lefogja őt és véletlenül megfojtja. A gyilkosság hatalmas nyomot hagy benne és beleőrül. Ezek után több embert is megölt és Pingvinnel is barátságot kötött. Később James leleplezi és ennek következtében Arkhamba szállítják. Pingvin szabadítja ki, hogy segítsen neki polgármesteri karrierjében. Később beleszeret egy lányba, aki hasonlít régi szerelmére, de őt Pingvin meggyilkolja féltékenységből. Miután Nygma erre rájön, kegyetlen bosszút tervez: először belülről pusztítja el Pingvin birodalmát, őt magát pedig lelövi. Pingvin viszont túléli a lövést, és lefagyasztja Nygma-t. A negyedik évadban kiszabadul, majd együtt dolgozik Leslie Thompkins-szal és Solomon Grundy-val. Később beleszeret Lee-be, később viszont leszúrja őt, miután rájön, hogy a nő még mindig James-t szereti, azonban Lee is leszúrja Nygma-t. Az ötödik évadban Hugo Strange visszahozza a halálból, és látszólag személyiségzavara lesz, mivel felrobbantja az ártatlanoknak kialakított biztonsági zónát, de ő maga nem tudja, miért tette. Miután ez kitudódik, üldözni kezdik, viszont kiderül, hogy a menedék felrobbantása valami sokkal nagyobb terv része volt, Nygma-t pedig mikrochip segítségével irányították, melytől később sikerült megszabadítani. Pingvinnel együtt el akarják hagyni Gotham-et, viszont később segítenek megvédeni a várost Bane-től és Nyssa al Ghul-tól. Miután Nyssa elmenekül az arannyal megrakott tengeralattjáró segítségével, Nygma és Pingvin visszatérnek régi szokásaikhoz. Tíz évvel később, az utolsó részben kiszabadul Arkham-ból, és fel akarja robbantani a Wayne vállalat új épületét, de ez meghiúsul. Mikor Pingvinnel együtt menekülni akar, Gotham új igazságosztója, Batman elkapja őket. Viszont sikerül megszökniük és bosszút esküsznek Batman ellen. |
| Sarah Essen                                 | Zabryna Guevara                                    | Bognár Gyöngyvér                                     | A gotham-i rendőrség kapitánya, Gordon és Bullock főnöke. Ő is a rendes zsaruk egyike, szintén korrupcióellenes, viszont aggódik a családja biztonságáért. Miután a korrupt rendőrparancsnok, Gillian Loeb lemondásra kényszerül, Essen lép a helyébe. Nem sokkal azután, mikor a rendőrséget egy csapat elmebeteg megtámadja, a pszichopata vezetőjük, Jerome Valeska megöli Essen-t. |
| Renee Montoya                               | Victoria Cartagena                                 | Bogdányi Titanilla                                   | Rendőrnyomozónő a belső ügyek osztályán, aki a korrupció felszámolására esküdött. Eleinte azt hiszi Jim Gordonról, hogy ő ölte meg Oswald Cobblepot-ot és megpróbálta letartóztatni, amíg ki nem derült, hogy Cobblepot életben van. Később gyakran segít Jimnek a korrupció elleni harcban, miután ő és társa, Crispus Allen bérgyilkosoktól mentették meg. Régen romantikus kapcsolatban állt Barbara Kean-nel. |
| Crispus Allen                               | Andrew Stewart-Jones                               | Orosz Ákos                                           | Nyomozó a belső ügyosztálynál, Renee Montoya társa. Segít Renee-nek a Jim Gordon elleni nyomozásban. Később segít Jimnek a várost uraló korrupció elleni harcban. |
| Carmine Falcone                             | John Doman                                         | Ujlaki Dénes                                         | A Gotham városát uraló maffia család feje. Rengeteg politikust és zsarut fizetett már le (pl. Aubrey James polgármestert és Gillian Loeb rendőrparancsnokot), és a Baglyok Bíróságával is kapcsolatban állt. Mikor először találkozik Jim Gordonnal, naívnak gondolja őt. Miközben saját bűncsaládját vezette, irányítása alatt álltak még a Triádok, az ír és az orosz maffia, valamint Fish Mooney bandája. Csakhogy többen szövetkeznek ellene, beleértve Mooney-t és riválisát, Sal Maroni-t. A bandaháború végeztével Falcone úgy dönt, hogy visszavonul, de felfedi Jim-nek, hogy az apjával régen jó barátok voltak. Később segít Bullock-nak megszöktetni az ártatlanul gyilkossággal megvádolt Jim-nek megszökni a Blackgate-börtönből. Áldását adja fia, Mario és Leslie Thompkins esküvőjére, és nagyon dühös lesz, mikor a Baglyok Bírósága meg akarja öletni az Alice Tetch mérgező vére által megfertőződött fiát. Habár nem szíveli, hogy Jim Gordon lelőtte Mario-t, hogy Lee életét megmentse, Lee-nek sikerül meggyőznie, hogy ne ölesse meg, miután rájött, hogy Mario ugyanúgy végezte volna, mint a szintén fertőzött Nathaniel Barnes kapitány. Vonakodva bár, de segít Gordonnak a Baglyok Bírósága elleni hadjáratában azzal, hogy elmondja: Jim apja halálának hátterében a nagybátyja, Frank állt. A negyedik évadban letelepszik Miami-ban. Gordon felkeresi, hogy a segítségét kérje Pingvin ellen, viszont ő elutasítja, ugyanis haldoklik, viszont lányát, Sofia-t elengedi vele. Amikor megtudja, hogy miket is tett lánya Gotham ellen, rögtön odamegy, hogy hazavigye azt mondván neki, hogy szégyent hozott a családjára és veszélyezteti őket a testvére haláláért folytatott bosszúhadjárata miatt. Mielőtt azonban elvinné lányát, Carmine-t fegyveres gyilkosok ölik meg. Később kiderül, hogy saját lánya ölette meg. |
| Fish Mooney                                 | Jada Pinkett Smith                                 | Radó Denise                                          | Egy női gengszter, aki Carmine Falcone bizalmasa volt, de titokban ellene szervezkedett, hogy átvegye az alvilág vezetését. Pingvin korábban neki dolgozott, viszont később elárulta és lebuktatta őt, így kénytelen volt elmenekülni. Később visszatért, hogy bosszút álljon, de Pingvin végzett vele. Holttestét Hugo Strange professzor találja meg, és újjáéleszti őt Indian Hill-ben. Fish megszökik és maga köré gyűjti a többi Indian Hill-ben létrehozott szörnyet. A Jervis Tetch által létrehozott vírus kitörésekor Pingvinnel szövetkezve akar hatalmat Gotham felett, viszont a megfertőződött Jim Gordon véletlenül leszúrja, ezzel megölve a nőt. |
| Leslie Thompkins                            | Morena Baccarin                                    | Györgyi Anna                                         | Orvos az Arkham Elmegyógyintézetben, aki romantikus kapcsolatba kerül Jim Gordonnal. Egy ideig egy párt alkotnak. Jim exbarátnője, Barbara Kean kétszer megpróbálta megölni. Amikor Jim ártatlanul börtönbe kerül, elhagyja Gotham-et és férjhez megy Mario Calvi-hoz, Carmine Falcone fiához. Amikor Jim lelövi a Jervis Tetch által létrehozott vírussal fertőzött Mario-t, hogy megmentse Lee-t, a kettejük közti viszony megromlik. Mikor ő is megferttőződik, rájön, hogy még mindig szereti Jim-et és megpróbálja szembesíteni őt, hogy fogadja el saját sötét oldalát. Miután Jim beadja neki az ellenszert, elhagyja Gotham-et, de egy búcsúlevélben bocsánatot kér Jim-től. Később aztán visszatér, hogy a Narrows nevű szegénynegyed rászoruló lakóin segítsen, ezzel vezekelni akarván múltbéli bűneiért. Tetteivel eléri, hogy ő legyen a Narrows királynője, amíg Sofia Falcone, Carmine szadista lánya meg nem fosztja őt ettől erőszakkal. Lee azonban bosszút áll Sofia-n, mikor az Jim Gordon ellen harcol. Elkezd dolgozni Edward Nygma-val, akivel később egy romantikus viszony is kialakul. Nygma később leszúrja Lee-t, mikor megtudja, hogy még mindig Jim-et szereti. Hugo Strange visszahozza a halálból Nygma-val együtt, majd a várost az uralmuk alá hajtani akaró terroristák fel akarják használni őt Gordon ellen, de ez visszafelé sül el, mivel Jim megmenti. Később össze is házasodnak, majd segít Gordonéknak a Nyssa al Ghul és Bane elleni harcban. Az utolsó részben segít Jimnek hatástalanítani egy bombát a Wayne vállalat új épületében. |
| Theo Galavan / Azrael                       | James Frain                                        | Kárpáti Levente                                      | Milliárdos, aki látszólag hős Gotham lakói szemében, ám valójában káoszt és pusztítást akar rászabadítani a városra. Egy régi gazdag család, a Dumas-család egyik utolsó tagja, akiket a többi család kisemmizett egy tiltott szerelem miatt, ezért bosszút akart állni egy vallásos radikális szekta élén úgy, hogy megöli Bruce Wayne-t, de James Gordon és Pingvin megakadályozták a tervét, és megölték, ugyanis Galavan megölte Pingvin anyját is. Indian Hill-be kerül a teste, ahol feltámasztják és elhitetik vele, hogy ő Azrael, a Szent Dumas-rend harcosa. Később visszanyeri emlékeit, majd megint meg akarja ölni Bruce-t és James-t, azonban Pingvin és Butch Gilzean egy bazooka-val felrobbantják Galavan-t. |
| Tabitha Galavan                             | Jessica Lucas                                      | Pálmai Anna                                          | Theo Galavan húga. Könyörtelen, szadista nő, aki követi bátyja utasításait: ő volt az, aki megölte Pingvin anyját, és Pingvin azóta is bosszút forral ellene. Ám amikor látja, hogy bátyja a saját családját is megölné céljai elérése érdekében, cserbenhagyja. Barbara Kean-nel jó barátok, később Butch Gilzean-nel jön össze. Mikor Barbara hatalmat akar Gotham felett, mely nála is fontosabb neki, barátságuk megromlik. Butch-csal szövetkezve meg akarják ölni Barbara-t, de az utóbbi fejbelövi Butch-t, így Tabitha végez Barbara-val. Selina Kyle mentora lesz. Miután Barbara visszatér és meghívja őket egy új bizniszbe, ugyan vonakodva, de belemegy. Később újra találkozik Butch-csal (aki immár Solomon Grundy), de Butch nem emlékszik rá. Később, amikor Butch emlékei visszatérnek, közösen keresik a gyógymódot Butch állapotára. Strange professzor meg is gyógyítja Butch-t, ám Pingvin megöli őt, ezzel megbosszulva anyját. Az ötödik évad legelső részében Tabitha bosszút akar állni Pingvinen, de annak sikerül szíven szúrnia őt. |
| Lucius Fox                                  | Chris Chalk                                        | Welker Gábor                                         | A Wayne Vállalat egyik régi munkása, aki segít Bruce Wayne-nek a szülei gyilkosa elleni nyomozásában. Hűséges a Wayne családhoz és szintén nem örül a cégen belüli korrupciónak. Később a rendőrségen kezd el dolgozni, mint tudományos szakértő. Amikor Bruce igazságosztónak áll, Fox különféle kütyükkel és egy különleges öltözettel látja el őt, melyek segítségére lehetnek a fiú számára. |
| Butch Gilzean / Cyrus Gold / Solomon Grundy | Drew Powell                                        | Schneider Zoltán                                     | Egy gengszter, aki elsőként Fish Mooney-nak dolgozott, később Pingvin bizalmasa lett. Majd őt is elárulta, aztán egy ideig maffiavezér volt. Ezután újra csatlakozik Pingvinhez, de Edward Nygma-nak hála kegyvesztett lesz, majd részt vesz Nygma Pingvin elleni bosszúhadjáratában. Beleszeret Tabitha Galavan-be. Mikor Barbara mindkettejüket semmibe veszi a hatalom érdekében, Butch és Tabitha szövetkeznek ellene, mely odáig vezet, hogy Barbara fejbelövi Butch-t, Tabitha pedig Barbara-t öli meg. A negyedik évadban Butch testét az Indian Hill-i hulladékokkal szennyezett Mészárszék Mocsárba dobják, ahol egy zombiszerű lényként, Solomon Grundy-ként éled újjá és nem emlékszik korábbi életéből. Egy ideig Nygma-val és Lee Thompkins-szal dolgozik, amíg később vissza nem nyeri az emlékezetét. Pingvinnel, Tabitha-val és Barbara-val szövetkezve felkeresik Hugo Strange professzort, aki újra emberré tudná változtatni őt. Ezt meg is teszi, de rögtön ezután Pingvin megöli Butch-t a Tabitha Galavan elleni személyes bosszúja érdekében. |
| Harvey Dent                                 | Nicholas D’Agosto                                  | Fehér Tibor                                          | Kerületi ügyvéd, egyike Gotham becsületes polgárainak. Segít Jim Gordonnak a Thomas Wayne gyilkosa elleni nyomozásban. Általában egy érme segítségével szokott dönteni. Általában kedves, nyugalmas ember. Van azonban egy sötét, agresszív oldala is, mely akkor kerül elő, ha felbőszítik. |
| Nathaniel Barnes / Hóhér                    | Michael Chiklis                                    | Berzsenyi Zoltán                                     | A gotham-i rendőrség új kapitánya Sarah Essen halála után. Szigorú, nagyon ragaszkodik a törvényhez és megveti a korrupt, bűnöző embereket. Egykor a seregben szolgált Jim Gordonhoz hasonlóan, akivel szövetségesek is lesznek. Mikor Jim-et ártatlanul bemártja Edward Nygma egy rendőr megölésével, Barnes elhiszi, hogy bűnös. Miután kiderül az igazság, bocsánatot kér Gordontól. Mikor Azrael megtámadja a rendőrséget, Barnes harcol vele, de miután meglepődik, hogy a támadó a halottnak hitt Theo Galavan, az leszúrja, ezzel kórházba juttatva a kapitányt. Pár hónappal később újra szolgálatba lép és vadászatot indít Fish Mooney és az Indian Hill-i szörnyek ellen, mely Fish és Hugo Strange menekülésével, valamint a szörnyek halálával ér véget. Később megfertőződik Alice Tetch mérgező vérével, mely egy brutális önbíráskodóvá változtatja, aki bűnözőket kezd el gyilkolászni. Jim Gordon lesz az, aki elkapja és az Arkham-ba záratja. Leslie Thompkins meglátogatja, akinek elmondja tervét: megtisztítja Gotham-et a bűnös emberek vérével, köztük Jim Gordon-éval. A Baglyok Bírósága elrabolja, majd kivonják belőle Alice Tetch vérét, hogy Hugo Strange segítségével egy végzetes vírust csináljanak belőle. Barnes-t felszerelik egy .páncéllal, majd egy fejszét tesznek a kezére. Miután Jim Gordon ártatlan embereket ment meg a vírustól, a Baglyok vezetőnője, Kathryn Munroe ráuszítja Barnes-t. Megtámadja a rendőrséget, ahol Kathryn-t megöli, de utána Gordon lelövi a fejszés kezét. Miközben szállítják Arkham-ba, sikerül megszöknie. Jelenlegi helyzete ismeretlen. |
| Ivy Pepper                                  | Clare Foley (3. évad 1. részig)                    | Koller Virág (3. évad 1. részig)                     | Fiatal vegán lány, aki szereti a növényeket. Nehéz körülmények között nőtt fel. Szülei halála után az utcán kezd élni, ahol barátságot köt Selina Kyle-lal. Miután találkozik Fish Mooney-val és a szörnyekkel, egyikük egy fiatal nővé változtatja. Mikor Oswald Cobblepot-ot lelövi Edward Nygma, Ivy meggyógyítja őt, majd együttes erővel beszervezik Mr. Fagyot és Tűzbogarat, hogy legyőzzék Pingvin ellenségeit. A vírus kitörése után segít Cobblepot-nak az új klubja, a Jéghegy Bár felépítésében. Később, miután Pingvin semmibe veszi őt, vegyszereket szed be, melyek teljesen megváltoztatják: képes lesz manipulálni a növényeket, valamint embereket is megmérgez. A várost uralni akarja növényeivel, de Selina megállítja. Mikor Gotham egy senkiföldje lesz, Ivy segít Bruce Wayne-nek, hogy meggyógyítsa Selina-t. Később, miután Gotham-et újra elérhetővé akarják tenni, hipnotizálja Bruce-t, Lucius-t és Victor Zsasz-t, hogy ezt megakadályozza. Jim Gordon-t is meg akarja ölni, de Leslie Thompkins megmenti az életét és Ivy elmenekül. |
| Ivy Pepper                                  | Maggie Geha (3. évad 2. résztől 4. évad 2. részig) | Kardos Eszter (3. évad 2. résztől 4. évad 2. részig) | Fiatal vegán lány, aki szereti a növényeket. Nehéz körülmények között nőtt fel. Szülei halála után az utcán kezd élni, ahol barátságot köt Selina Kyle-lal. Miután találkozik Fish Mooney-val és a szörnyekkel, egyikük egy fiatal nővé változtatja. Mikor Oswald Cobblepot-ot lelövi Edward Nygma, Ivy meggyógyítja őt, majd együttes erővel beszervezik Mr. Fagyot és Tűzbogarat, hogy legyőzzék Pingvin ellenségeit. A vírus kitörése után segít Cobblepot-nak az új klubja, a Jéghegy Bár felépítésében. Később, miután Pingvin semmibe veszi őt, vegyszereket szed be, melyek teljesen megváltoztatják: képes lesz manipulálni a növényeket, valamint embereket is megmérgez. A várost uralni akarja növényeivel, de Selina megállítja. Mikor Gotham egy senkiföldje lesz, Ivy segít Bruce Wayne-nek, hogy meggyógyítsa Selina-t. Később, miután Gotham-et újra elérhetővé akarják tenni, hipnotizálja Bruce-t, Lucius-t és Victor Zsasz-t, hogy ezt megakadályozza. Jim Gordon-t is meg akarja ölni, de Leslie Thompkins megmenti az életét és Ivy elmenekül. |
|                                             | Peyton List (4. évad 12. résztől)                  | ? (4. évad 12. résztől)                              | Fiatal vegán lány, aki szereti a növényeket. Nehéz körülmények között nőtt fel. Szülei halála után az utcán kezd élni, ahol barátságot köt Selina Kyle-lal. Miután találkozik Fish Mooney-val és a szörnyekkel, egyikük egy fiatal nővé változtatja. Mikor Oswald Cobblepot-ot lelövi Edward Nygma, Ivy meggyógyítja őt, majd együttes erővel beszervezik Mr. Fagyot és Tűzbogarat, hogy legyőzzék Pingvin ellenségeit. A vírus kitörése után segít Cobblepot-nak az új klubja, a Jéghegy Bár felépítésében. Később, miután Pingvin semmibe veszi őt, vegyszereket szed be, melyek teljesen megváltoztatják: képes lesz manipulálni a növényeket, valamint embereket is megmérgez. A várost uralni akarja növényeivel, de Selina megállítja. Mikor Gotham egy senkiföldje lesz, Ivy segít Bruce Wayne-nek, hogy meggyógyítsa Selina-t. Később, miután Gotham-et újra elérhetővé akarják tenni, hipnotizálja Bruce-t, Lucius-t és Victor Zsasz-t, hogy ezt megakadályozza. Jim Gordon-t is meg akarja ölni, de Leslie Thompkins megmenti az életét és Ivy elmenekül. |
| Jervis Tetch / Őrült Kalapos                | Benedict Samuel                                    | Dér Zsolt                                            | Pszichopata hipnotizőr, aki meg akarja találni húgát, Alice-t, akit feltehetően szexuálisan bántalmazott. Gordon segítségét kéri, de később ellenségek lesznek, miután a nyomozó meg akarja tőle védeni Alice-t, aki később életét veszti. Később bedrogozza Jim-et a Vörös Királynő nevű kábítószerrel, majd húga mérgező vérével meg akarja mérgezni Gotham legbefolyásosabb embereit, de végül elkapják, és Arkham-ba kerül. Mikor Leslie Thompkins meglátogatja őt, Tetch bevallja, hogy ő mérgezte meg a nő vőlegényét, Mario-t a vírussal, s hogy nem Jim tehet Mario szenvedéséről, hanem maga Lee. Barbara Kean a vírus elszabadulásakor elrabolja Tetch-t, hogy a Gotham feletti uralomért felhasználja őt. Miután Gordon megszökteti, felfedi, hogy az ő vére kell ahhoz, hogy a vírus ellenszerét elkészítsék. Miután vért vesznek tőle, visszakerül az Arkham-ba. A negyedik évadban Jerome Valeska-val és Jonathan Crane-nel megszöknek az intézetből, hogy aztán egy csapatot alkotva megtámadják a várost egy halálos nevetőgáz segítségével. A gotham-i katasztrófa után szövetkezik Jeremiah Valeskával annak ördögi tervében, hogy megakadályozza Gotham újra elérhetővé tételét és hogy az őrületbe kergesse Bruce Wayne-t, de mindkét terv meghiúsul. Tetch jelenlegi helyzete ismeretlen. |
| Ra's al Ghul                                | Alexander Siddig                                   | Bognár Tamás                                         | Az Árnyak Ligájának halhatatlan vezére. Ő a felelős a Baglyok Bírósága Gotham elleni támadásaiért. A Bíróság vezetője, a Sensei volt a leghűségesebb szolgája, aki kiképezte Bruce Wayne-t és halála elkülde a fiút hozzá. Ra's felfedi Bruce előtt, hogy az örökösévé akarja tenni őt, de ehhez meg kell ölnie inasát, Alfred-et. Miután Bruce leszúrja inasát, kitör Ra's befolyása alól, aki elmondja neki, hogy a Lázár-kút vize újraélesztheti Alfred-et. A negyedik évadban ő támasztja fel Barbara Kean-t a halálból, akire a halála után bízza a liga vezetését. Egy legendás kés után kezd kutatni, mellyel akár meg is ölhetik őt, és ez egy múzeumi dolgozó és a fia életébe kerül. Miután börtönbe kerül, átadja Barbarának az erejét, majd manipulálja Bruce-t a saját megölésére. Miután Barbara visszaél hatalmával, az Árnyak Ligája néhány hozzá hű maradt tagja feltámasztja őt és sikerül visszaszereznie erejét. Ra's később szövetkezik Jeremiah Valeska-val Gotham senkiföldjévé változtatására. Elrabolják Bruce-t, hogy aztán belőle legyen Ra's utódja, de Barbara, Alfred és Selina megmentik. Barbara Bruce segítségével leszúrja Ra's-t, aki még halála előtt megkéri Bruce-t, hogy váljon Gotham Sötét Lovagjává. |
| Sofia Falcone                               | Crystal Reed                                       | Kelemen Kata                                         | Carmine Falcone egyetlen lánya, Mario testvére. Mikor Jim Gordon Floridába érkezik, Sofia át akarja venni apja üzletét, de Carmine ezt megtiltja neki. Titokban követi Gordon-t Gotham-be és Pingvin bizalmába férkőzik. A sorozatgyilkos Pyg Professzor támadása után Pingvin rájön valódi szándékaira, de sikerül elmenekülnie, majd Barbara Kean-nel, Selina Kyle-lal és Tabitha Galavan-nel szövetkezve csellel megdöntik Pingvin uralmát, és Sofia lesz az alvilág úrnője, melynek érdekében saját apját is megöleti. Később erővel megfosztja Lee Thompkins-t a Narrows-tól, mellyel magára haragítja nemcsak Lee-t, de Gordon-t is. Mikor Gordon Carmine egykori könyvelőjét, Arthur Penn-t fel akarja használni ellene, Sofia mindkettejüket meg akarja ölni, de Thompkins fejbelövi őt. Sophia viszont nem hal meg, csak kómába esik, de hatalmát Gotham felett elveszítette. |

### Vendég- és mellékszereplők
| Szereplő                                      | Színész                                                                                       | Magyar hang                           |
| --------------------------------------------- | --------------------------------------------------------------------------------------------- | ------------------------------------- |
| Alvarez                                       | J.W. Cortes                                                                                   | Posta Victor                          |
| Kristen Kringle                               | Chelsea Spack                                                                                 | Simonyi Réka                          |
| Isabella                                      | Chelsea Spack                                                                                 | Simonyi Réka                          |
| Gabe                                          | Alex Corrado                                                                                  | Harmath Imre                          |
| Sal Maroni                                    | David Zayas                                                                                   | Háda János                            |
| Aubrey James                                  | Richard Kind                                                                                  | Rosta Sándor                          |
| Ethel Peabody                                 | Tonya Pinkins                                                                                 | Kocsis Mariann                        |
| Hugo Strange                                  | BD Wong                                                                                       | Kassai Károly                         |
| Victor Zsasz                                  | Anthony Carrigan                                                                              | Csík Csaba Krisztián                  |
| Gertrude Cobblepot                            | Carol Kane                                                                                    | Farkasinszky Edit                     |
| Carl Pinkney                                  | Ian Quinlan                                                                                   | Nikas Dániel                          |
| Jerome Valeska                                | Cameron Monaghan                                                                              | Berkes Bence                          |
| Jeremiah Valeska                              | Cameron Monaghan                                                                              | Berkes Bence                          |
| Liza                                          | Makenzie Leigh                                                                                | Laudon Andrea                         |
| Silver St. Cloud                              | Natalie Alyn Lind                                                                             | Hermann Lilla                         |
| Mario Falcone                                 | James Carpinello                                                                              | Magyar Bálint                         |
| Kathryn                                       | Leslie Hendrix                                                                                | Kovács Nóra                           |
| Valerie Vale                                  | Jamie Chung                                                                                   | Bogdányi Titanilla                    |
| Loeb rendőrfőkapitány                         | Peter Scolari                                                                                 | Jakab Csaba                           |
| Victor Fries / Mr. Fagy                       | Nathan Darrow                                                                                 | Miller Zoltán Gáspár András (4. évad) |
| Bridgit Pike / Tűzbogár                       | Michelle Veintimilla (2. évad, 4. évad) Camila Perez (3–4. évad)                              | Czető Zsanett                         |
| Kelly                                         | Dashiell Eaves                                                                                | Gáspár András                         |
| Tommy Bones                                   | James Andrew O’Connor                                                                         | ?                                     |
| Martha Wayne                                  | Brette Taylor                                                                                 | ?                                     |
| Aaron Helzinger                               | Stink Fisher                                                                                  | ?                                     |
| Sal Martinez                                  | Lucas Salvagno                                                                                | ?                                     |
| Maria Kyle                                    | Ivana Milicevic                                                                               | ?                                     |
| Frankie Carbone                               | Danny Mastrogiorgio                                                                           | Incze József                          |
| Dick Lovecraft                                | Al Sapienza                                                                                   | Sörös Sándor                          |
| Alice Tetch                                   | Naian González Norvind                                                                        | Pekár Adrienn                         |
| Arnold Flass                                  | Dash Mihok                                                                                    | Czvetkó Sándor                        |
| Gerald Crane                                  | Julian Sands                                                                                  | Jakab Csaba                           |
| Jonathan Crane / Madárijesztő                 | Charlie Tahan (1. évad 14. résztől 4. évad 2. részig) David W. Thompson (4. évad 16. résztől) | Baráth István                         |
| Nora Fries                                    | Kristen Hager                                                                                 | Mezei Kitty                           |
| Basil Karlo / Agyagpofa                       | Brian McManamon                                                                               | ?                                     |
| Thomas Wayne                                  | Grayson McCouch                                                                               | ?                                     |
| Jeri                                          | Lori Petty                                                                                    | ?                                     |
| Miriam Loeb                                   | Nicholle Tom                                                                                  | ?                                     |
| Matches Malone                                | Michael Bowen                                                                                 | Reviczky Gábor                        |
| John Grayson                                  | Robert Gorrie                                                                                 | Moser Károly                          |
| Karen Crane                                   | Dorothea Harahan                                                                              | ?                                     |
| Steven Wenger                                 | David L. Townsend                                                                             | Seder Gábor                           |
| Dr. Gerry Lang                                | Isiah Whitlock Jr.                                                                            | Faragó András                         |
| Jimmy Saviano                                 | John Enos III                                                                                 | Epres Attila                          |
| Janacek                                       | Anthony Grasso                                                                                | Sarádi Zsolt                          |
| Jack Gruber / Jack Buchinsky / Elektrosokkoló | Christopher Heyerdahl                                                                         | Fazekas István                        |
| Mrs. Kean                                     | Caroline Lagerfelt                                                                            | Menszátor Magdolna                    |
| Bob                                           | Michael Eklund                                                                                | Varga Rókus                           |
| Reggie Payne                                  | David O'Hara                                                                                  | Csankó Zoltán                         |
| Dr. Francis Dulmacher / Babagyáros            | Colm Feore                                                                                    | Sörös Sándor                          |
| Jason Lennon / Ogre                           | Milo Ventimiglia                                                                              | Dolmány Attila                        |
| Grace Fairchild                               | Willa Fitzgerald                                                                              | Kardos Eszer                          |
| Tom Dougherty                                 | Zachary Spicer                                                                                | Barát Attila                          |
| Sid Bunderslaw                                | Michael Potts                                                                                 | Törköly Levente Maday Gábor           |
| Creel atya                                    | Ron Rifkin                                                                                    | Barbinek Péter                        |
| Eduardo Flamingo                              | Raúl Castillo                                                                                 | Láng Balázs                           |
| A hölgy                                       | Michelle Gomez                                                                                | Nyírő Bea                             |
| Tom                                           | Tommy Flanagan                                                                                | Fazekas István                        |
| Elijah Van Dahl                               | Paul Reubens                                                                                  | Kerekes József                        |
| Grace Van Dahl                                | Melinda Clarke                                                                                | Törtei Tünde                          |
| Sasha Van Dahl                                | Kaley Ronayne                                                                                 | Haffner Anikó                         |
| Charles Van Dahl                              | Justin Mark                                                                                   | Császár András                        |
| Warden Carlson Grey                           | Ned Bellamy                                                                                   | Lux Ádám                              |
| Börtönőr                                      | Germar Gardner                                                                                | Barabás Kiss Zoltán                   |
| Karen Jennings                                | Julia Taylor Ross                                                                             | Pekár Adrienn                         |
| Marv                                          | Victor Pagan                                                                                  | Beregi Péter                          |
| Sid                                           | Michael Lorz                                                                                  | Szalay Csongor                        |
| Nancy                                         | Bianca Rutigliano                                                                             | ?                                     |
| Deever Tweed                                  | Happy Anderson                                                                                | Pálfai Péter                          |
| Dumfree Tweed                                 | Adam Petchel                                                                                  | ?                                     |
| Peter Gordon                                  | Michael Park                                                                                  | Sörös Sándor                          |
| Labortechnikus                                | Mohammed J. Ali                                                                               | Galbenisz Tomasz                      |
| A Varangy                                     | Gerald Bunsen                                                                                 | Fazekas István                        |
| Dr. Maxwell Symon                             | William Abadie                                                                                | Czvetkó Sándor                        |
| Dwight Pollard                                | David Dastmalchian                                                                            | Dolmány Attila                        |
| Tarquin                                       | Dave Quay                                                                                     | Vári Attila                           |
| 514A                                          | David Mazouz                                                                                  | Pál Dániel Máté                       |
| Frank Gordon                                  | James Remar                                                                                   | Jakab Csaba                           |
| Szenszej                                      | Raymond J. Barry                                                                              | Szélyes Imre                          |
| Merton                                        | Michael Buscemi                                                                               | Galbenisz Tomasz                      |
| Warden Reed                                   | Damian Young                                                                                  | Bardóczy Attila                       |
| Burke polgármester                            | Larry Pine                                                                                    | Várkonyi András                       |
| Arthur Penn / Sebhelyes                       | Andrew Sellon                                                                                 | Katona Zoltán                         |
| Myrtle Jenkins                                | Ilana Becker                                                                                  | ?                                     |
| Szabó János                                   | Demosthenes Chrysan                                                                           | Varga Tamás                           |
| Laszlo Valentin / Professzor Pyg              | Michael Cerveris                                                                              | Barbinek Péter                        |
| Cherry                                        | Marina Benedict                                                                               | ?                                     |
| Fejvadász                                     | Kyle Vincent Terry                                                                            | Papp Dániel                           |
| Brant Jones                                   | Tommy Nelson                                                                                  | Szalay Csongor                        |
| Grace Blomdhal                                | Samia Finnerty                                                                                | ?                                     |
| Tommy Elliot                                  | Gordon Winarick                                                                               | ?                                     |
| Emma Hsueh                                    | Midori Francis                                                                                | ?                                     |
| Martin                                        | Christopher Convery                                                                           | –                                     |
| Pincér 1.                                     | Frank Alfano Jr.                                                                              | Moser Károly                          |
| Sampson                                       | Stu 'Large' Riley                                                                             | Faragó András                         |
| Fogorvos                                      | Buddy Bolton                                                                                  | Galbenisz Tomasz                      |
| Cosmo Krank                                   | Chris Perfetti                                                                                | ?                                     |
| Griffin Krank                                 | Thomas Lyons                                                                                  | Háda János                            |
| Tiffany Gale                                  | Caissie Levy                                                                                  | ?                                     |
| Gil Rooney                                    | Matthew C. Flynn                                                                              | Moser Károly                          |
| Madame                                        | Lacretta                                                                                      | Kocsis Mariann                        |
| Halottkém                                     | Brian J. Carter                                                                               | Bardóczy Attila                       |
| Chaz Carmichael                               | Joseph D'Onofrio                                                                              | Vári Attila                           |
| Zachary Trumble                               | John Treacy Egan                                                                              | Törköly Levente                       |
| Ecco                                          | Francesca Root-Dodson                                                                         | ?                                     |
| Iskolaigazgató                                | Steven Hauck                                                                                  | Varga T. József                       |
| Lars                                          | Jason Yudoff                                                                                  | Bácskai János                         |
| Holden Pritchard                              | Peter McRobbie                                                                                | Varga T. József                       |
| Gertrude Haverstock                           | Alison Fraser                                                                                 | Menszátor Magdolna                    |
| SWAT vezető                                   | Steve Lord                                                                                    | Sótonyi Gábor                         |
| Pilóta                                        | Joseph Dellger                                                                                | Szersén Gyula                         |
| Palden                                        | Jamal James                                                                                   | Maday Gábor                           |
| Jongleur                                      | Christian Rozakis                                                                             | Pál Tamás                             |
| Rodney Harlan                                 | Malik Yoba                                                                                    | Sótonyi Gábor                         |
| Nyssa al Ghul / Theresa Walker                | Jaime Murray                                                                                  | ?                                     |
| Eduardo Dorrance / Bane                       | Shane West                                                                                    | Varga Gábor                           |
| Will Thomas                                   | Hunter Jones                                                                                  | ?                                     |
| Sykes                                         | Alex Morf                                                                                     | Király Attila                         |
| Mutánsvezér                                   | Sid O'Connell                                                                                 | Varga Rókus                           |
| Angel Vallelunga                              | David Carranza                                                                                | ?                                     |
| Szarka                                        | Sarah Schenkkan                                                                               | ?                                     |
| Jane Cartwright / Jane Doe                    | Sarah Pidgeon                                                                                 | ?                                     |
| Wade tábornok                                 | John Bedford Lloyd                                                                            | Horányi László                        |
| Chang polgármester                            | Ann Harada                                                                                    | ?                                     |
| Selina orvosa                                 | Curzon Dobell                                                                                 | Czvetkó Sándor                        |
| Tank                                          | David Kallaway                                                                                | Törköly Levente                       |
| Utcai Démonok vezére                          | J. Stephen Brantley                                                                           | Galbenisz Tomasz                      |
| Idős nő                                       | Joan Porter                                                                                   | Tóth Judit                            |
| Gretel                                        | Marceline Hugot                                                                               | Bókai Mária                           |
| Dix                                           | Dan Hedaya                                                                                    | Beregi Péter                          |
| Bíró                                          | Julian Gamble                                                                                 | Papp János                            |
| Barbara Lee Gordon                            | Jeté Laurence                                                                                 | ?                                     |